# 麗克·歐爾森
麗克·歐爾森·席格孟德（Rikke Olsen Siegemund，1975年4月19日—），是一名已退役丹麥女子羽球運動員。自從她在1992年世界青少年羽球錦標賽獲得混合雙打冠軍，以及在1993年歐洲青少年羽球錦標賽獲得女子雙打冠軍後，被認為是國際級經驗豐富的球員。
麗克·奧爾森出生於羅斯基勒，來自羽球家庭，並在六歲開始打球。她曾在Kastrup-Magleby羽球俱樂部接受訓練並為球隊效力了八個賽季，贏得了14個全國冠軍，7個世界羽球錦標賽銅牌，3次在全英羽球公開賽中獲得亞軍，並在1996年、2000年和2004年的奧運會進入了銅牌戰比賽。在她的職業生涯中，她曾經在混合雙打項目排名世界第一，在女子雙打項目排名第二。從比賽退役後，她成為全國初級教練。
她的妹妹洛蒂·歐爾森也參加1996年夏季奧運會羽球比賽。她與德國羽毛球運動員比約恩·席格孟德結婚，並在索爾勒市鎮定居。